# Овташат
Овташат (вірм. Հովտաշատ) — село в марзі Арарат, у центрі Вірменії. Село розташоване за 11 км на північний захід від міста Масіс, за 11 км на південний схід від міста Вагаршапат сусіднього марзу Армавір, за 3 км на південний схід від села Айаніст, за 3 км на північний схід від села Гай сусіднього марзу Армавір.